# Pararchipsocus elongatus
Pararchipsocus elongatus är en insektsart som beskrevs av Badonnel, Mockford och Garcia Aldrete 1984. Pararchipsocus elongatus ingår i släktet Pararchipsocus och familjen Archipsocidae. Inga underarter finns listade i Catalogue of Life.